# Andrew Friedman
Pour les articles homonymes, voir Friedman.
Andrew Friedman (né le 13 novembre 1976 à Houston, Texas, États-Unis) est le président des opérations baseball des Dodgers de Los Angeles, un club de la Ligue majeure de baseball. Il occupe ce poste depuis octobre 2014 après avoir été directeur-gérant des Rays de Tampa Bay d'octobre 2005 à octobre 2014.

## Biographie
Andrew Friedman reçoit une bourse d'études sportive pour pratiquer le baseball à l'université Tulane. Il joue comme voltigeur pour le Green Wave, pour qui son père Kenny avait jadis évolué. Il abandonne le baseball après une sérieuse blessure à l'épaule gauche. À Tulane, Friedman décroche un baccalauréat universitaire ès sciences avec une concentration en finance. Il est par la suite analyste financier chez Bear Stearns de 1999 à 2002 et un associé chez MidMark Capital, une société de capital-investissement, de 2002 à 2004.

### Rays de Tampa Bay
En 2003, par l'entremise d'un ami et collègue du secteur bancaire, Matthew Silverman, Friedman fait la connaissance de Stuart Sternberg, qui est sur le point de devenir propriétaire des Devil Rays de Tampa Bay, une franchise de la Ligue majeure de baseball. Lorsque l'affaire est conclue, Sternberg engage Friedman en 2004 pour servir de directeur du développement. En octobre 2005, il est promu aux postes de vice-président des opérations baseball et de directeur-gérant. À ce dernier poste, il succède à Chuck LaMar, congédié après que la jeune franchise eut connu 8 saisons perdantes en 8 saisons dans la ligue.
Friedman supervise la reconstruction de la franchise en difficulté, qui s'accompagne d'un changement d'image (nouveaux uniformes, nouveau logo et nouveau nom, Rays remplaçant Devil Rays) orchestré par Matthew Silverman, devenu président du club. Les Rays, entrés dans la Ligue américaine en 1998, connaissent leur première saison gagnante en 2008 après être passé du dernier rang de leur division à la Série mondiale en une seule année. Friedman manœuvre dans un contexte difficile et avec un budget considérablement moins élevé que la majorité des clubs des majeures, mais réussit néanmoins à tirer le maximum des ressources investies dans un marché des agents libres où les Rays ne peuvent compétitionner avec les équipes plus riches. Il est aussi en mesure de retenir les joueurs de talent développés au sein du riche réseau de ligues mineures de la franchise, tels Evan Longoria, David Price et James Shields. Il conclut également des échanges qui améliorent le club sans que les Rays perdent trop en retour : de cette manière sont au fil des ans acquis Chris Archer, Matt Garza, Rafael Soriano, Wil Myers et l'un des joueurs les plus utiles de l'équipe au cours de ces saisons, Ben Zobrist. Après avoir perdu en moyenne 97 matchs par saison de 1998 à 2007, les Rays gagnent au moins 90 parties par année de 2008 à 2013. En 2008, Friedman est nommé directeur-gérant de l'année par Sporting News.
Stuart Sternberg, devenu propriétaire de la franchise sportive. Président du club d'octobre 2005 à octobre 2014, il orchestre fin 2007 un changement drastique d'image afin de relancer une franchise qui a perdu en moyenne 97 matchs par saison à chacune de ses 10 premières années dans la ligue. En 2008, les Devil Rays, rebaptisés simplement « Rays », prennent d'assaut le terrain avec de nouvelles couleurs, un nouveau logo et des performances complètement opposées : le club passe du dernier rang au premier et atteint la Série mondiale 2008. De 2008 à 2013, l'équipe gagne au moins 90 matchs à chaque saison. 
Modèle de gestion et d'excellence sur le terrain dans un contexte où leurs revenus sont beaucoup moins élevés que la majorité des autres marchés de baseball, les Rays sont en 2012 nommés par Bloomberg Businessweek franchise qui investit le plus intelligemment ses ressources parmi les 122 que comptent au total la MLB, la NBA, la LNH et la NFL.

### Dodgers de Los Angeles
Andrew Friedman quitte les Rays en octobre 2014 pour devenir président des opérations baseball des Dodgers de Los Angeles. 

## Vie personnelle
Natif de Houston, Andrew Friedman est dans sa jeunesse un supporter des Astros de Houston et son joueur préféré - qui n'a jamais évolué pour les Astros - était Tim Raines.